# Tropenhelm

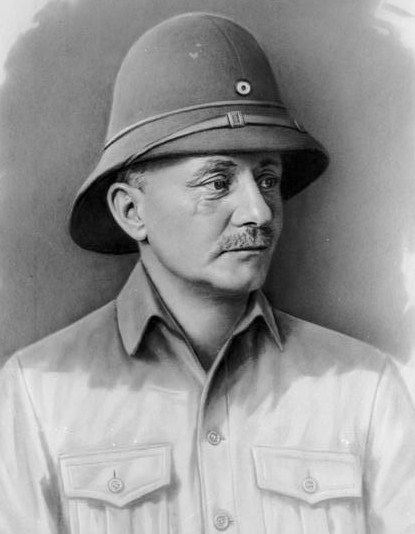
Paul von Lettow-Vorbeck, Kommandeur der Schutztruppe für Deutsch-Ostafrika im Ersten Weltkrieg (um 1916).

Ein Tropenhelm ist eine vor allem in den tropischen und subtropischen Ländern verbreitete Kopfbedeckung zum Schutz vor Sonneneinstrahlung und/oder Regen. Zusätzlich kann der Tropenhelm auch einen gewissen mechanischen Schutz des Kopfes bieten.
Der Helm besteht aus einem formgebenden Kern aus dem Mark der südasiatischen Shola-Pflanze (Aeschynomene aspera), Kork, Holundermark, Kunststoff oder Pappmaché sowie einem in der Regel textilen Überzug. Die französische Form hat eine annähernde Halbkugelform mit einem daran angebrachten umlaufenden, leicht nach unten geneigten ebenen Schirm, oft auch mit Kinnriemen und kleiner Entlüftungskappe auf dem First. Die britische Form (pith helmet) erinnert an den Helm eines englischen Streifenpolizisten (Bobby). Die Überzüge sind entweder von heller Farbe (zur Reflexion des Sonnenlichts) oder tarnfarben, entsprechend der für die Nutzung vorgesehenen Umgebung (zum Beispiel gelb, safari, khaki, verschiedene Grüntöne).

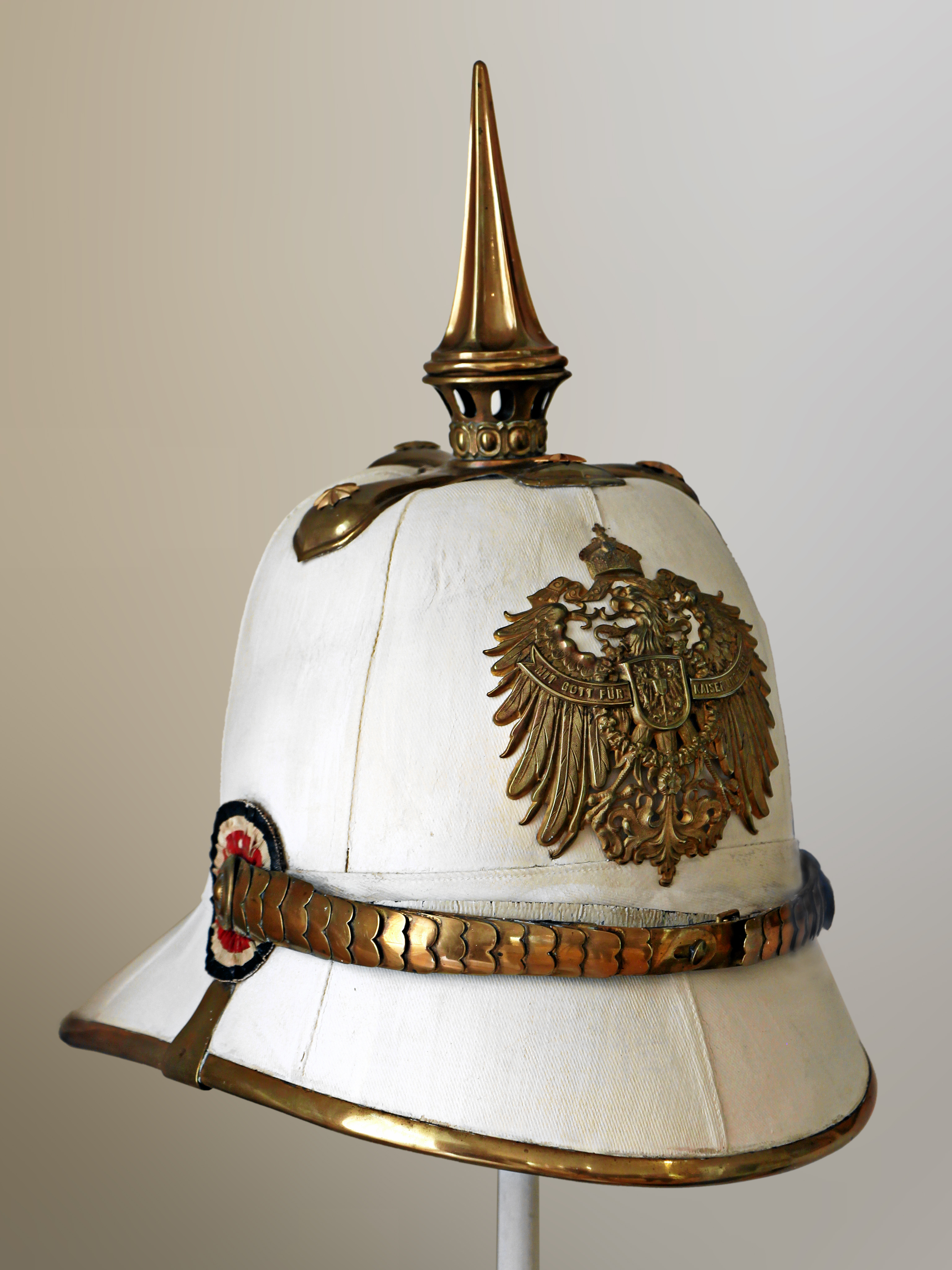
Als Pickelhaube ausgeführter Tropenhelm des deutschen Diplomaten Wilhelm Wassmuss, um 1910
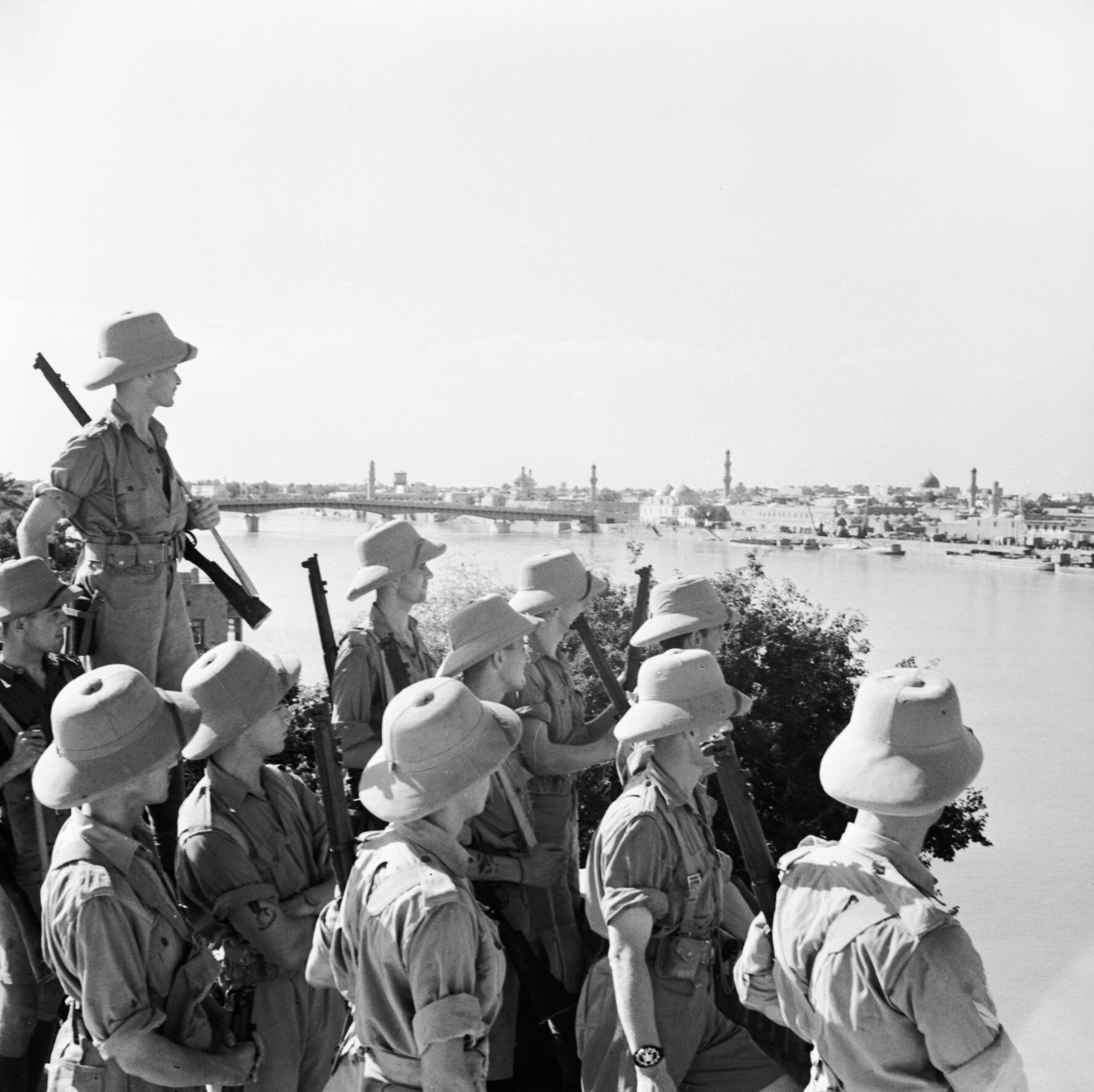
Britische Soldaten vor Bagdad, Juni 1941
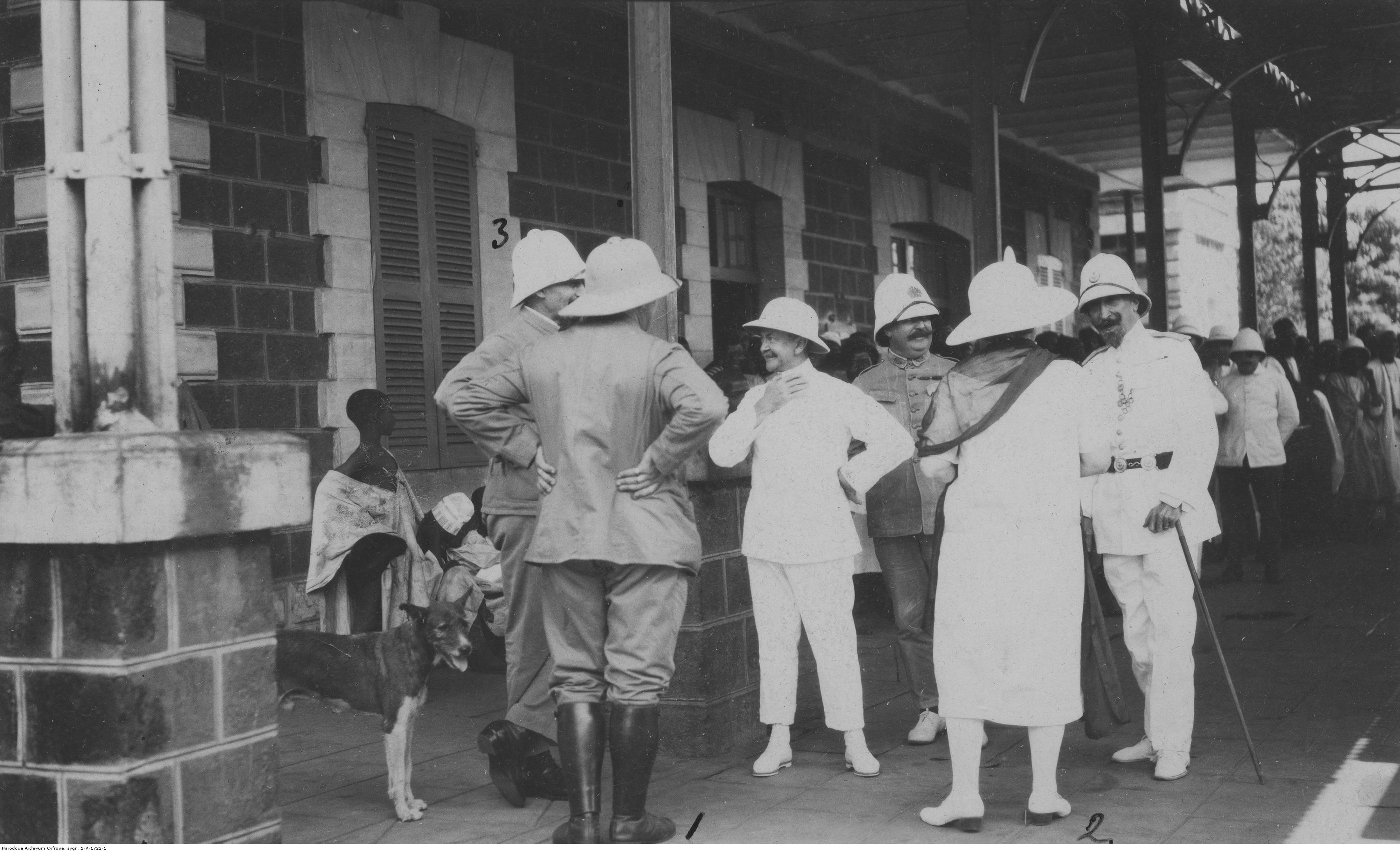
Der polnische Forschungsreisende Ferdynand Ossendowski (Bildmitte) in Guinea, 1926
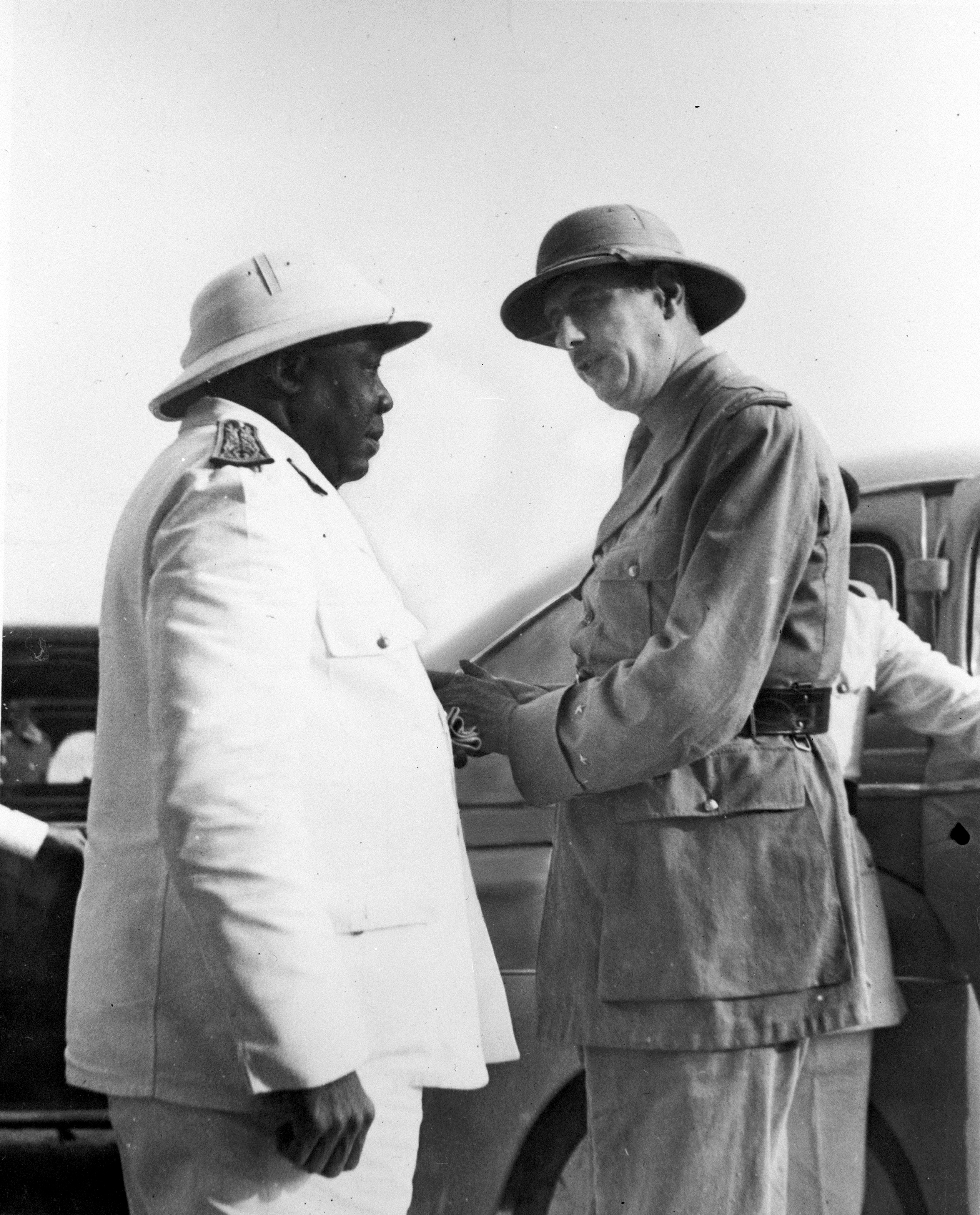
Félix Éboué, Gouverneur von Französisch-Äquatorialafrika, mit Charles de Gaulle im Tschad, Oktober 1940
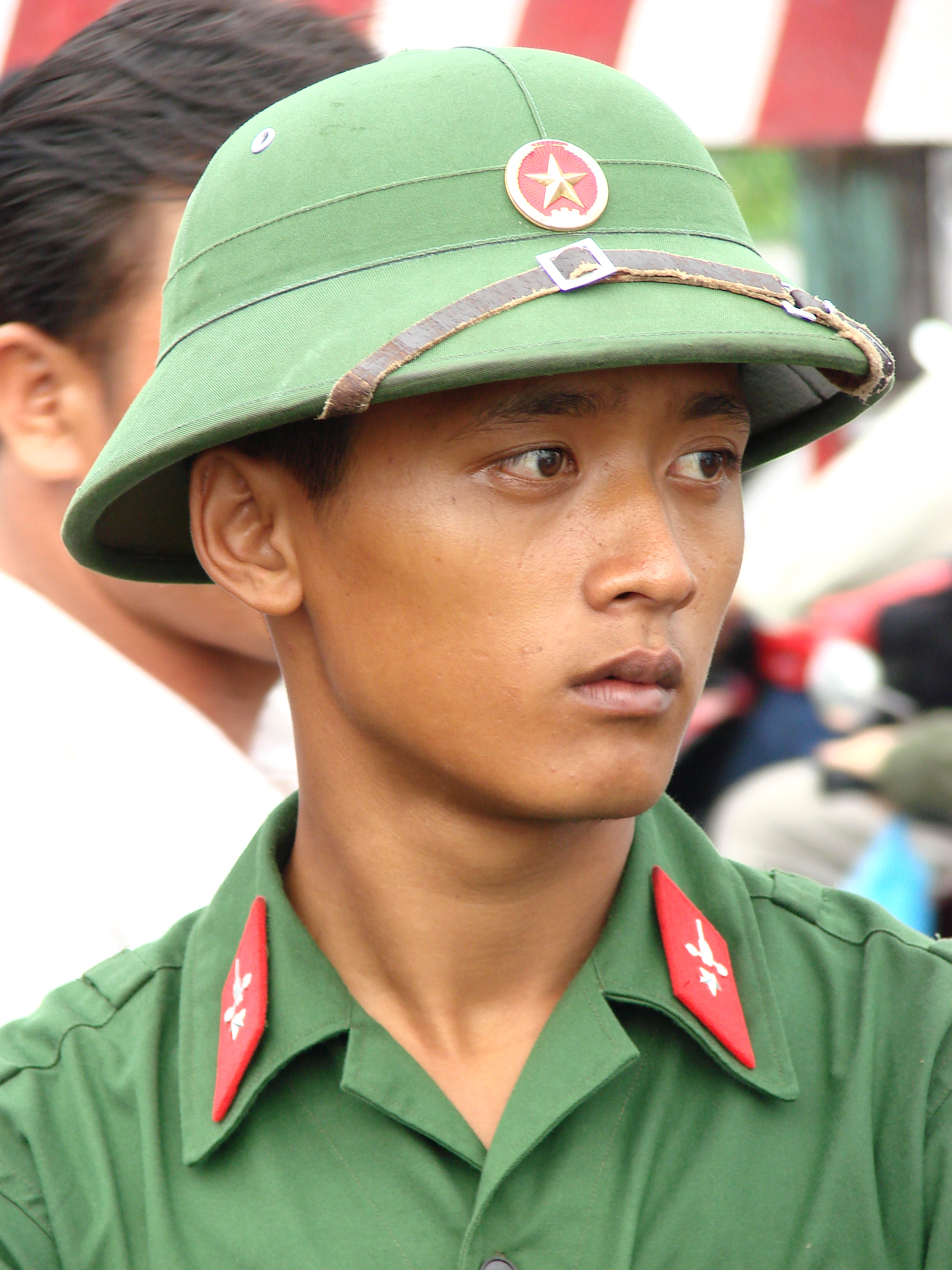
Soldat der Vietnamesischen Volksarmee, 2009

## Geschichte

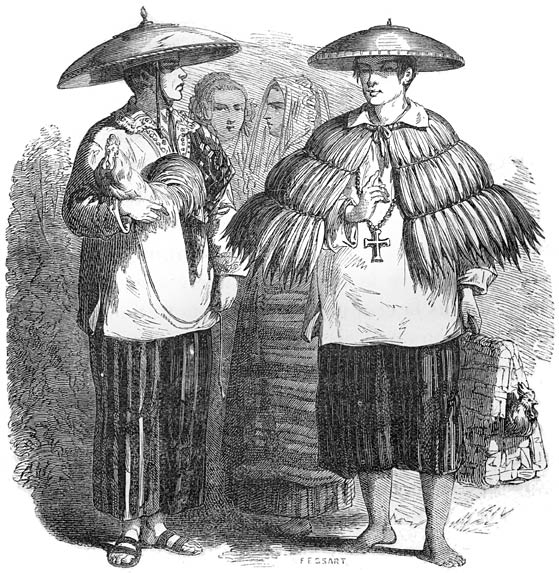
Die Tracht der Tagalog mit Salakot

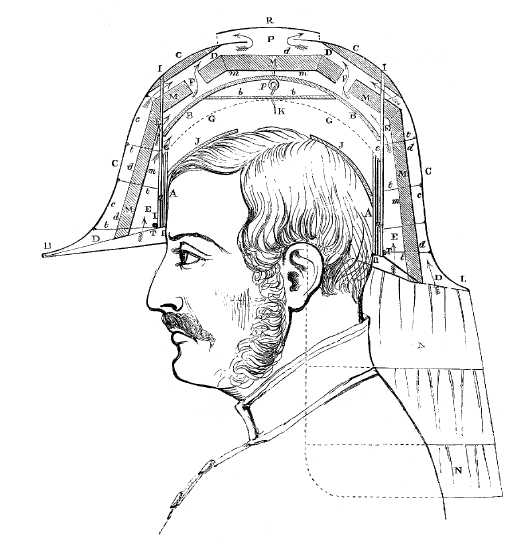
Design-Vorschlag eines Tropenhelms für die britische Armee in Indien von 1858

Die Vorgänger der Tropenhelme findet man im Salakot-Hut der Philippinen, der als leichter Hut vor Sonne und Regen schützt. Er hatte eine unterschiedliche Form, meist mit breitem Rand und einer Glockenform. Es gab sie jedoch auch mit schmalerem Rand und einer konischen Form, wie sie in der Moderne in der Tracht der Philippinen bevorzugt werden. Stilgebend ist die Befestigung des Hutes an einem Kopfband, das zusätzlich mit einem Kinnriemen festgezurrt werden kann. Typisch war schon die Herstellung aus dem Mark der Shola-Pflanze, der Hut konnte jedoch auch damals schon aus anderen leichten Material bestehen, wie Bambus oder Rattan.
Die spanischen Kolonialherren und ihre Hilfstruppen verwendeten dann den Hut, der ab dem 18. Jahrhundert in einer stoffbespannten Form als Uniformteil auf den Philippinen belegt ist. Bei der Expansion der französischen Kolonien nach Indochina in der Mitte des 19. Jahrhunderts wurde die Kopfbedeckung von diesen Truppen übernommen, und in der Form der Schützenhaube (Cabasset) angenähert. Er nimmt damit sichtbar die Form eines Helmes an, bleibt jedoch leichtgewichtig. In der Kolonialzeit des 19. Jahrhunderts übernahmen die anderen aktiven Mächte in Südostasien diese Form, insbesondere Briten und Deutsche, und begannen sie auch in anderen Regionen einzusetzen.
Die Tropenhelme wurden damit zum Stereotyp des europäischen Forschungsreisenden oder Kolonialherren in Afrika und Asien. Die einheimische Bevölkerung bevorzugt andere (der Tradition ihres Volkes entsprechende) Kopfbedeckungen. Erstmals wurden Tropenhelme 1868 von britischen Kolonialtruppen bei einem Feldzug in Äthiopien verwendet und sowohl von Infanteristen als auch von Kavalleristen getragen. Innerhalb weniger Jahrzehnte folgten die meisten Kolonialmächte dem britischen Beispiel. Dabei verwendete man üblicherweise Helme aus Kork mit Textilüberzug in Khaki.
Auch die Tropenhelme der deutschen Schutztruppe waren entsprechend gefertigt. Diese hatten einen breiten, um den ganzen Rand laufenden, nach den Seiten weit vorstehenden Schirm mit besonders weit ausladendem Hinterschirm. Oben war eine Lüftungsvorrichtung mit einer aufzuschraubenden knopfartigen Kappe angebracht. Diese sowie der Schirm waren aus dem gleichen Stoff überzogen wie der übrige Helm. Das Innenfutter des Schirmes war üblicherweise grün ausgeführt. Um einen ständigen Luftzug nach dem Innern des Helmes zu ermöglichen, war ein Ledereinsatz im Helm angebracht, der vom eigentlichen Helm zum Beispiel durch Korkstücke abstehend befestigt war. An beiden Seiten des Schirms befand sich je ein Messinghaken für den etwa 1 cm breiten Sturmriemen aus Glanzleder oder Gurtband in der Farbe des Stoffüberzuges. Für den generellen Dienst waren die Korkhelme mit Kakiüberzug mit Sturmriemen aus kakifarbigem Sturmband vorgeschrieben, dazu kam die Kordel (auch Boritasch genannt) als Rangabzeichen, die vorn von einer deutschen Kokarde gehalten wurde. Bei Paraden hatte der Tropenhelm einen weißen Überzug.
Nach dem Zweiten Weltkrieg ging der Gebrauch zurück und wurde in den 1950er Jahren bei den meisten Militär- und Polizeieinheiten aufgegeben. Es war zwischenzeitlich erkannt worden, dass jeder breitkrempige leichte Hut in den Tropen vorteilhaft ist, beispielsweise der Panamahut aus den amerikanischen Kolonien. Erhalten hat sich der Gebrauch in wenigen Gegenden, teils auch bei der einheimische Bevölkerung, so im Norden Vietnams (betrifft vor allem Männer, Frauen tragen Reisstrohhüte).